# 走私坳
走私坳（英語：Smuggler's Pass）是香港新界中部的一個山坳，位於孖指徑和下城門水塘之間。麥理浩徑和衛奕信徑第六段途經走私坳。走私坳東南部有走私坳警察射擊場。